# Lachalade
Lachalade é uma comuna francesa na região administrativa de Grande Leste, no departamento de Meuse. Estende-se por uma área de 19,45 km². Em 2010 a comuna tinha 52 habitantes (densidade: 2,7 hab./km²).